# Cortesie per gli ospiti (romanzo)
Cortesie per gli ospiti (The Comfort of Strangers) è un romanzo di Ian McEwan del 1981, proposto per il Booker Prize e pubblicato in Italia nel 1983. Il libro è stato tradotto in oltre venti lingue.

## Trama
Colin e Mary sono in vacanza in una città imprecisata, molto simile a Venezia. Hanno un'ottima sistemazione alberghiera, ma stentano a fare passeggiate ed escursioni, a causa della difficoltà a reperire mappe e cartine del luogo. Così una sera incontrano un tipo, in grado di parlare un ottimo inglese, che li conduce in un bar. Qui, in un'atmosfera soffocante, Robert (è il suo nome) li intrattiene parlando della sua infanzia e di alcuni traumi ricevuti; egli si diffonde a descrivere l'autoritarismo del padre e una terribile vendetta delle quattro sorelle maggiori, dopo che lui bambino le aveva fatte punire con eccessiva violenza. Il racconto si porta via la notte e al mattino, esausti, Colin e Mary possono finalmente tornare in albergo.
Confusi dall'avventura, i due amici si riposano e in seguito non hanno il coraggio di allontanarsi dall'albergo, ma li attende una sorpresa: arriva Robert con un gruppo di uomini e, fingendo che l'incontro sia casuale, quasi obbliga Colin e Mary a seguirli a casa sua. Dichiara di ritenersi in debito per aver fatto perdere loro la nottata e questo deve essere riparato con un'ospitalità speciale. Quando sono introdotti nell'appartamento di Robert, si rendono conto della signorilità e del pregio di ogni suppellettile. Privati dei vestiti, sono confinati in una splendida stanza dove dormono a lungo. Al risveglio sono costretti a improvvisare una copertura, per non girare nudi. I loro abiti vengono restituiti impeccabilmente puliti e stirati, ma Colin, solo con Robert, ne riceve un forte pugno sullo stomaco mentre Mary è trattenuta in cucina da Caroline, la moglie di Robert.
Caroline è stranamente invalida: si muove con fatica e deve spesso fermarsi per fitte alla schiena. Nonostante ciò, lei ha lavato gli abiti degli ospiti ed è rimasta a guardarli mentre dormivano. Il congedo sembra ai due turisti un miraggio, tante sono le manovre degli anfitrioni: in particolare Robert intrattiene Mary e le mostra una foto, mentre Caroline sussurra a Colin di tornare, di prometterlo. Finalmente i due amici guadagnano la libertà e per tre giorni si chiudono nel loro albergo, cercando di far affiorare alla mente qualche ricordo particolare e sfuggente. Il quarto giorno, alla spiaggia, Colin vede Mary lontana sull'acqua e stenta a raggiungerla, come fosse sotto incantesimo. Ma Mary ha finalmente avuto il ricordo che sperava di trovare: la foto vista in casa di Robert altro non è che di Colin e perciò è ovvio che i due sono stati seguiti e forse ancora lo sono.
E infatti, all'uscire dalla spiaggia, ecco Robert con tutti gli amici. Egli indica a Mary la strada di casa sua, mentre con Colin se ne va al bar. Colin è molto cauto, ma non si fida a reagire con tutti quegli uomini alti e imponenti: lui è un tantino piccolo. Nel frattempo Mary ha raggiunto Caroline. Lei e Robert stanno per lasciare la casa, non c'è più nulla o quasi. Offrendo a Mary una tisana, Caroline le svela che cos'è il suo matrimonio con Robert: una voragine di violenza e sadomasochismo. Caroline ha avuto la schiena spezzata dal marito, ma sembra che nulla le importi, salvo che Mary ascolti ogni sua parola. La tisana che ha bevuto era drogata e Mary non può articolare parola. Finché rientrano Colin e Robert. Colin è preso tra la coppia e, per la prima volta, ha un gesto di ribellione; spalanca le braccia come per nuotare e spacca il labbro a Caroline. Segue una scena in cui Caroline e Robert impongono gesti sessualmente spinti a Colin, quindi, assicuratisi che Mary sia ancora in grado di vedere e ricordare, con un rasoio gli aprono la vena del braccio in senso longitudinale.
Solo l'indomani Mary ritrova la forza di chiamare i soccorsi. Per Colin non c'è più nulla da fare. Lei rende precise testimonianze, convalidate dalle prove che Robert e signora hanno deliberatamente lasciato in giro. I due assassini sono in viaggio verso il Canada, ma registrati con i nomi veri e non c'è dubbio che cerchino una colossale punizione per il loro crimine. Ciò è quanto affermano le autorità della città, che informano Mary della diffusione piuttosto alta di tali comportamenti. Alla donna non resta che separarsi dalla salma di Colin e andarsene con l'idea che è stata una teste ideale.

## Personaggi
MaryDivorziata, ha due bambini di otto e dieci anni. Trascorre le vacanze con Colin, mentre i figli sono con il padre.
ColinAmico di Mary, anche suo amante.
RobertPersonaggio appariscente e vestito in modo sgargiante. Proprietario di un bar nella città dove Colin e Mary trascorrono le vacanze, è sposato con Caroline.
CarolineLa moglie di Robert. Vive reclusa in casa perché, a causa di un'infermità fisica, non può salire le scale.

## Opere derivate
Dal romanzo è stato adattato l'omonimo film, diretto da Paul Schrader, sceneggiatura di Harold Pinter, con Natasha Richardson (Mary), Rupert Everett (Colin), Christopher Walken (Robert) e Helen Mirren (Caroline).

## Edizioni
- (EN) Ian McEwan, The Comfort of Strangers, 1ª ed., Londra, Jonathan Cape, 1981, ISBN 9780224019316.
- Ian McEwan, Cortesie per gli ospiti, traduzione di Stefania Bertola, I nuovi coralli, Torino, Einaudi, 1983, ISBN 88-06-05615-8.
- Ian McEwan, Cortesie per gli ospiti, traduzione di Stefania Bertola, n. 428, Tascabili, Torino, Einaudi, 1997, ISBN 978-88-06-17488-0.
- Ian McEwan, Cortesie per gli ospiti, traduzione di Stefania Bertola, Super ET, Torino, Einaudi, 2015, ISBN 978-88-06-22477-6.